# Districtul Mueang Mae Hong Son
Mueang Mae Hong Son (în thailandeză เมืองแม่ฮ่องสอน) este un district (Amphoe) din provincia Mae Hong Son, Thailanda, cu o populație de 53.333 de locuitori și o suprafață de 2.483,115 km².

## Componență
Districtul este subdivizat în 7 subdistricte (tambon), care sunt subdivizate în 70 de sate (muban).
| Nr. | Nume         | În thailandeză | Sate | Locuitori |
| --- | ------------ | -------------- | ---- | --------- |
| 1.  | Chong Kham   | จองคำ          | -    | 06,534    |
| 2.  | Huai Pong    | ห้วยโป่ง         | 15   | 06,948    |
| 3.  | Pha Bong     | ผาบ่อง          | 12   | 09,519    |
| 4.  | Pang Mu      | ปางหมู          | 13   | 14,725    |
| 5.  | Mok Champae  | หมอกจำแป่       | 09   | 06,936    |
| 6.  | Huai Pha     | ห้วยผา          | 08   | 05,431    |
| 9.  | Huai Pu Ling | ห้วยปูลิง         | 11   | 03,240    |

Numerele lipsă sunt subdistricte (tambon) care acum formează Pang Mapha district.